# Lungholm

Lungholm er en gammel hovedgård, nær Rødby på Lolland. Den har tidligere været kaldt Olstrupgaard, under hvilket navn den nævnes første gang i 1450. Fra 1639 har den været kendt under navnet Lungholm. Gården ligger i Olstrup Sogn, Fuglse Herred, Region Sjælland, Lolland Kommune. Hovedbygningen er opført i 1853-1856 ved L.A. Winstrup, ombygget i 1906 ved H.C. Glahn og igen ombygget i 1953.
Lungholm Gods er på 1457 hektar med Højbygård og Lyttesholm
Lungholm har i mere end 200 år og 7 generationer, været i familien de Bertouch-Lehn's eje.
I dag benyttes godset bl.a. til konferencer og bryllupper.
Godsets gamle polakkaserne i Tågerup, tegnet af arkitekt H.C. Glahn og opført i 1911, som godset brugte som indkvartering for sine kvindelige polske roearbejdere, er i dag indrettet som Museum Polakkasernen, der fortæller om de såkaldte roepolakkers levekår og historie.

## Ejere af Lungholm
- (1450-1455) Erik Pors
- (1455-1484) Oluf Henriksen Gjøe
- (1484-1506) Eskild Olufsen Gjøe
- (1506-1544) Mogens Eskildsen Gjøe
- (1544-1558) Albrecht Mogensen Gjøe
- (1558-1560) Otto Albrechtsen Gjøe
- (1560-1610) Peder Brahe
- (1610-1613) Axel Pedersen Brahe
- (1613-1622) Otto Pedersen Brahe
- (1622) Elisabeth Rosensparre gift (1) Brahe (2) Rosenkrantz
- (1622-1642) Palle Rosenkrantz
- (1642-1649) Lisbeth Jørgensdatter Lunge gift Rosenkrantz
- (1649-1681) Erik Rosenkrantz
- (1681-1690) Holger Eriksen Rosenkrantz
- (1690-1695) Enkefru Rosenkrantz gift Holck
- (1695-1709) Flemming greve Holck (myrdet 13.07.1701)
- (1709-1721) Børge Trolle
- (1721-1723) Hans Frederik Kaas
- (1723-1738) Christian Ditlev greve Reventlow
- (1738-1739) Benedikte Margrethe Brockdorff gift (1) Skeel (2) Reventlow
- (1739-1750) Conrad Ditlev greve Reventlow
- (1750-1759) Christian Ditlev greve Reventlow
- (1759) Juliane Frederikke Christiane Christiansdatter komtesse Reventlow gift Hardenberg
- (1759-1784) Carl August greve Hardenberg-Reventlow
- (1784-1804) Poul Abraham lensbaron Lehn
- (1804-1805) Johanne Poulsdatter Lehn gift Wallmoden
- (1805-1831) Poul Godske lensbaron von Bertouch-Lehn
- (1831-1905) Johan Julian Sophus Ernst lensbaron Bertouch-Lehn
- (1905-1928) Poul Abraham lensbaron Bertouch-Lehn
- (1928-1936) Poul Johanlensbaron Bertouch-Lehn
- (1939-1986) Poul Christian baron de Bertouch-Lehn
- (1986-2011) Eric Rudolph baron de Bertouch-Lehn
- (2011-) Nicolas Erik Carl Poul Johan Dmitri baron de Bertouch-Lehn